# XHBUAP-FM
Radio BUAP es la estación de radio oficial de la Benemérita Universidad Autónoma de Puebla (BUAP). Transmite  en la frecuencia de 96.9 MHz en FM con indicativo XHBUAP-FM y 10 kW de potencia desde la ciudad de Puebla, Puebla.Tiene su punto de transmisión en el primer piso del Edificio Carolino, a un extremo del Salón Barroco. 
Se le entregó el permiso para transmitir en frecuencia modulada el 3 de marzo de 1997 y comenzó sus transmisiones de prueba el 24 de agosto del mismo año. La primera canción que se escuchó en el periodo de prueba fue Cindy, una melodía interpretada por Nana Mouskory.: 107 
El 25 de agosto de 1997 se inician de manera formal las transmisiones con 20 watts de potencia. A partir de diciembre de 1997 la potencia aumenta a 1,500 watts. 
El rector de ese entonces José Dóger Corte, expresó: "Compañeros universitarios, con orgullo y emoción quiero informarles que nuestra Benemérita Universidad Autónoma de Puebla ha logrado, por fin, obtener el permiso federal para operar su propia estación de radio. Hoy Radio BUAP es una realidad y es nuestra".: 56 
Los primeros programas creados en esa primera etapa fueron: Blues en el camino de Diego Rosas, Arte Sonoro de Aarón Vega, Fusiones con Ricardo Téllez  Girón, además de Noticias del corazón con José Luis Ibarra Mazari, Cantares de Alejandro Ramírez, Diálogos con la música con Gustavo Mauleón y Mano Negra en donde participaba toda la producción.: 57, 59 
En mayo de 1998 se da una nueva etapa en la programación de Radio BUAP con el estreno de programas como Manticornio con Alfredo Tapia. El sonido y la furia de Óscar López Hernández y Rebeca Cañedo, Salsumba de Gerardo Sánchez y Santiago Espinoza de los Monteros, Escalera al cielo de Luis Hernández y Libre Albedrío con Nuria Castells, Enriqueta Silva y Diego Rosas.: 59 
En el año 2000 la barra musical tuvo algunas variantes entre las que podemos destacar Va de retro. La era de la música barroca, Jazz, Radio BUAP conciertos, el cual era un espacio para música de Bach, Mozart o Beethoven; Atmósferas, Hablemos de coros, Diálogos con la música, La música en el mundo, Panorama de la guitarra, El círculo del sonido, Rock Privado, Blues en el camino, La música en la religión, Tierra Mestiza.: 63 
En 2003 se crea el espacio de noticias universitarias Informativo 96.9, así como los programas Mujer y hombres de hoy, programa del Centro de Estudios de Género de la Facultad de Filosofía y Letras, Vida y Salud de María Luisa Dávila Marín, Ecología y conciencia social de Juan Lozada y Pedro Hernández, Cultura y ética de Gabriela López Ríos y Raúl González Rojas, Economía al aire, programa de la Facultad de Economía conducido por Jaime Ornelas, Saberes, programa de divulgación científica de Beatriz Guillén Ramos, Comunicación al aire de Flor Coca Santillana, Carolinos de Aurelio Fernández, Estudiantes de Miguel Ángel Valtierra, El Jardín de las delicias con Jorge Arrazola y Noé Castillo, Palabra nocturna radiograma conducido por Néstor Vázquez y El territorio del nómada de Juan Carlos Canales. 
Durante esa temporada inicia transmisión uno de los programas más emblemáticos de Radio BUAP: El gringo viejo con mucha cuerda de Scott Hadley que también ha tenido transmisiones en Ibero 909. En esta etapa, siendo el director de Comunicación y Relaciones Públicas de la BUAP Rigoberto Benítez declaró: "No buscamos rating ni competencia, nuestro mayor reto tener personalidad radiofónica, que la gente cuando nos sintonice, sepa que está escuchando la radio de los universitarios".: 65–66 
En 2006 se da uno de los logros más significativos para la estación: llevar el espacio de noticias Plaza pública de Miguel Ángel Granados Chapa que se transmitía en Radio UNAM.     
En el 2007, Radio BUAP extiende su cobertura a 10,000 watts de potencia, con la cual cubre la totalidad de la Ciudad de Puebla, así como municipios cercanos.

## Responsables

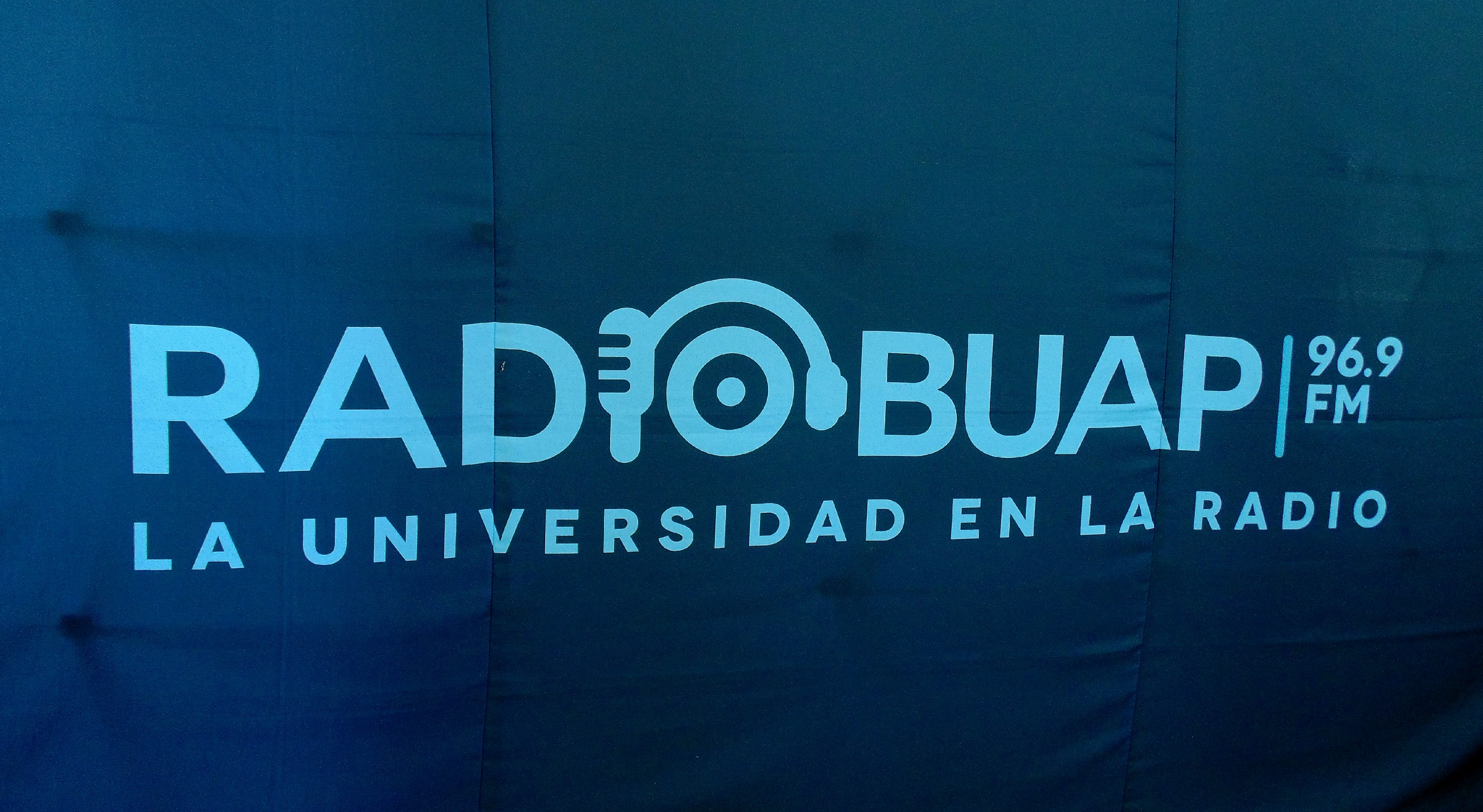
Radio BUAP

- Luis Enrique Sánchez Fernández
- Luis Diego Peralta
- José Carlos Bernal Suárez
- Gabriela Flores
- Juan Manuel García Dorantes
- Ricardo Cartas Figueroa
- Jose Luis Sosa Moctezuma

## Antecedentes

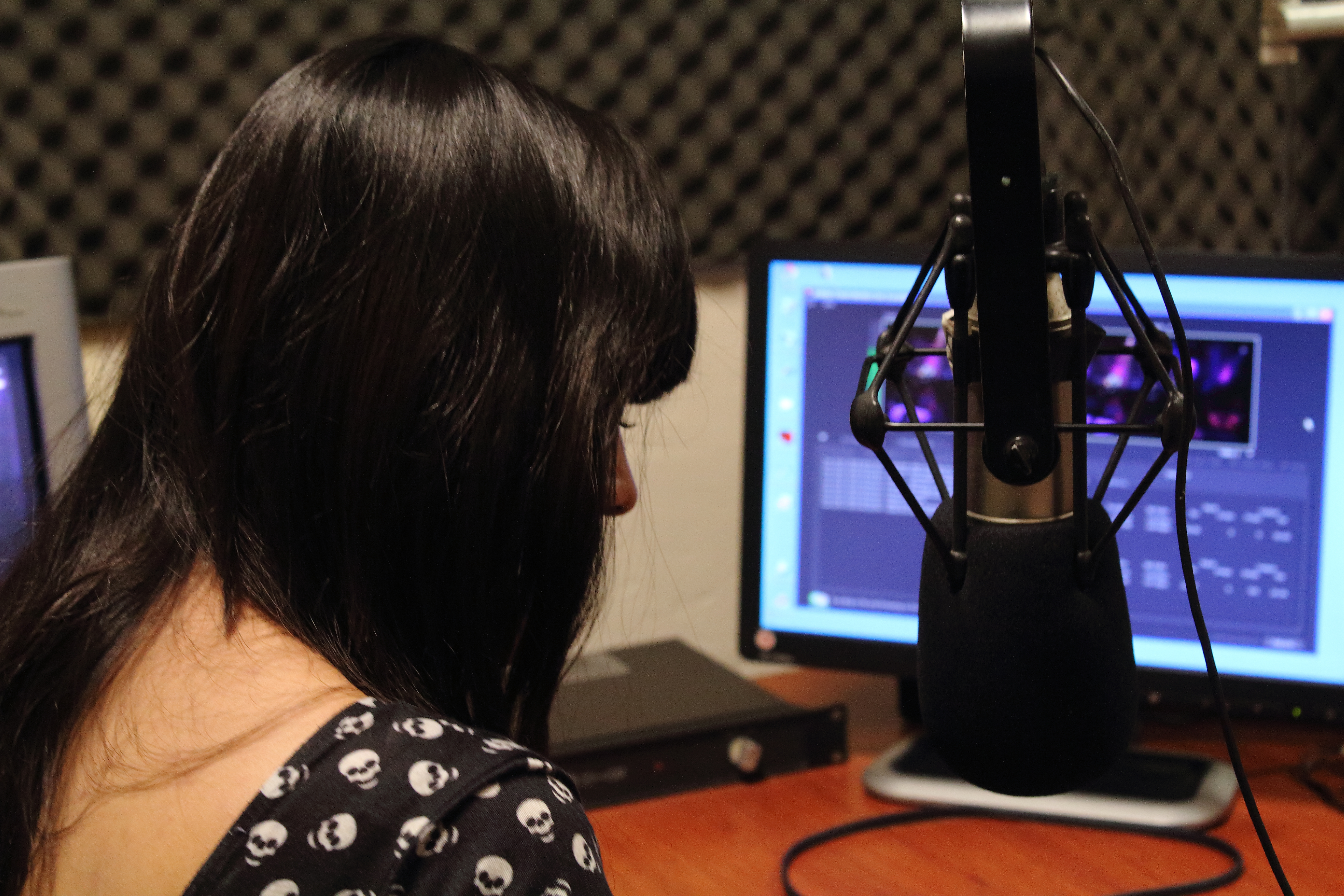
Cabina de radio

En 1958 durante una visita del entonces candidato presidencial Adolfo López Mateos, el Rector Manuel Santillana le externó el deseo de la comunidad universitaria de contar con una radiodifusora para la casa de estudios.
En 1961, en medio de una división interna en la universidad, se instaló una bocina en el Edificio Carolino en donde se anunciaban los acontecimientos de dicho conflicto a la población general con el nombre clave de “Radio BUAP, la voz de la justicia y la razón”. En este proyecto participaron Erasmo Pérez Córdoba, René Méndez Espíndola, Carlos Guillén, Julio García Moll, Jesús González y Alfonso Yáñez Delgado.
En 1964 el Rector Manuel Lara y Parra recibió al entonces candidato presidencial Gustavo Díaz Ordaz y le reiteró la petición de una radiodifusora, que fue aceptada por el candidato como una promesa de campaña. Esta petición se repitió ante Luis Echeverría Álvarez cuando asumió la Presidencia.
Los esfuerzos finales para que la BUAP contara con una estación de radio en FM se dieron en la última década del siglo XX. En 1991, el rector de la Universidad planteó una nueva solicitud dirigida al presidente Carlos Salinas de Gortari, misma que fue reiterada en 1993. Finalmente, el permiso para instalar y operar la estación de radiodifusión fue otorgado el 3 de marzo de 1997.

## Otros espacios
Además de la emisora principal, ubicada en el Edificio Carolino, en el Centro Histórico de la Ciudad de Puebla, la BUAP abrió dos radio difusoras hermanas el 4 de octubre de 2012, situadas en los municipios poblanos de Tehuacán (93.9 XHTEE-FM) y Chignahuapan (104.3 XHCHP-FM) Uno de los objetivos de estas unidades es ofrecer contenidos radiofónicos que resulten de interés para las comunidades locales.
Por otra parte, Radio BUAP ha incursionado en el entorno digital por medio de un sitio web que publica novedades sobre la actividad de la comunidad universitaria. En dicho sitio también es posible acceder a la transmisión de la señal de su emisora principal. También cuenta con un laboratorio digital denominado Lobo Radio, que transmite su señal de manera exclusiva por Internet.